# Клас (журнал)
«Клас» — всеукраїнський дитячий журнал; повноколірне видання пізнавально-розважального спрямування.
Виходив у Тернополі від 1996 до 2007 року. Засновник і видавець — ТзОВ «W». Наклад — 25000 примірників.
Шеф-редактор — В. Головач.
Рубрики:
- «Класні новини»
- «Who із хто?»
- «Білі плями планети»
- «Люби і знай свій рідний край!»
- «Автоклас»
- «Легенди спорту»
- «Лікбез для хлопців»
- «Фокус-покус»

Окремо друкувався додаток «Класні ігри» — всеукраїнський ігровий дитячий журнал.
Журнал має неофіційну Facebook спільноту, учасники якої створили найповніший архів номерів журналів «Клас» та «Класні ігри».